# KPhone
KPhone is een open source VoIP-programma. KPhone gebruikt het Session Initiation Protocol (SIP) en wat betreft zijn gebruikersinterface van Qt.

## Functies
- Meerdere parallelle sessies (in het geval van geluid kan er één actief zijn, de anderen gepauzeerd).
- Eigen ringtones
- NAT- en STUN-ondersteuning
- Ondersteunde audiosystemen: ALSA en OSS
- SRTP-encryptie voor stemgeluid
- Automatische antwoorden